# De Griezels
De Griezels is een boek van Roald Dahl over een griezelig en gemeen bejaard echtpaar met de achternaam Griezel. De illustraties zijn van de hand van Quentin Blake. Roald Dahl schreef het boek in 1979, waarna het in 1980 verscheen.

## Verhaal
Meneer en mevrouw Griezel zijn een gemeen, stinkend en lelijk oud echtpaar dat elkaar voortdurend op allerlei slinkse manieren het leven zuur maakt. Mevrouw Griezel laat haar man graag weten dat ze hem in de gaten houdt. Op een dag stopt ze daarom haar glazen oog in de drinkbeker van meneer Griezel.  Als wraak stopt meneer Griezel een kikker in het bed van zijn echtgenote en vertelt haar dat het de "Reuzenkribbebijter" is. Mevrouw Griezel neemt hiervoor weer wraak door de spaghetti van haar man te mengen met wormen uit de tuin. Ze vertelt hem dat ze Kronkelspaghetti heeft gekocht, een nieuw merk. Meneer Griezel verzint nu een heel slimme tegenwraak: hij plakt iedere nacht een klein schijfje hout onder de wandelstok van zijn vrouw, zodat de stok steeds langer wordt en zij denkt dat ze aan het krimpen is. Meneer Griezel maakt zijn vrouw wijs dat ze alleen gered kan worden door te worden uitgerekt. Hij bindt haar met haar voeten vast aan de grond en  met haar armen aan een grote tros ballonnen, waarop hij de touwen onder haar voeten doorsnijdt zodat mevrouw Griezel als een speer de lucht in schiet. Mevrouw Griezel bijt een deel van de touwen door zodat ze weer begint te dalen. Doordat het windstil is en ze dus eerst loodrecht omhoog is gegaan, belandt ze recht in hun achtertuin boven op haar man.
Het echtpaar pest en mishandelt niet alleen elkaar, maar ook de dieren. Ze vangen bijvoorbeeld vogels door lijm op de takken van hun boom – De "Grote Dode Boom" – te smeren, waarna ze de gevangen vogels verwerken in een speciale pastei die ze elke week eten. Hun apen laten ze verplicht op de kop staan. Meneer Griezel heeft vroeger in een circus gewerkt en wil nog steeds apen dresseren. 
Op een dag verschijnt de rolmopsvogel. Hij bedenkt met de dieren een list om voorgoed van het verschrikkelijke echtpaar af te komen. Ze plakken met de lijm van meneer Griezel het hele interieur van de woonkamer van de Griezels tegen het plafond en draaien ook de schilderijen om en zetten ze met lijm vast. Ze verven de vloer zodat die op het plafond lijkt. Als de Griezels even later thuiskomen, denken ze dat ze op hun hoofd moeten gaan staan om alles weer in orde te krijgen. Vervolgens kunnen ze niet meer loskomen, omdat de vogels buiten ook wat lijm op hun hoofden hebben gesmeerd. Het gevolg is dat ze  door de zwaartekracht in elkaar worden geperst. Als een paar dagen later een man langskomt om de meterstand op te nemen, ziet hij alleen nog een hoopje kleren liggen.

## Belangrijke personages
Meneer Griezel heeft een baard die bijna zijn gehele gezicht bedekt, alleen zijn ogen en neus zijn zichtbaar. Hij is ongeveer 60 jaar oud en wast zichzelf nooit. Zijn baard bevat veel etensresten. Meneer Griezel vindt dit zelf handig, omdat hij enkel met zijn tong rond zijn mond hoeft te gaan om eten te vinden als hij honger heeft.
Mevrouw Griezel is de echtgenote van meneer Griezel. Ze was vroeger erg knap, maar door al haar slechte gedachten is ze in de loop van de tijd steeds lelijker geworden. Ze heeft een glazen oog.
De rolmopsvogel heeft gekleurde veren. Hij is afkomstig uit Afrika en kan zowel Afrikaans als Engels (in de vertaling Nederlands) spreken. Hij waarschuwt de andere vogels met een speciaal lied om niet op de Grote Dode Boom te gaan zitten.